# 陽明文庫本源氏物語
陽明文庫本源氏物語（ようめいぶんこほんげんじものがたり）は、五摂家の一つ近衛家のコレクションである陽明文庫の中に含まれる源氏物語の写本である。

## 概要
陽明文庫にはいくつかの源氏物語の写本が含まれているが、通常「陽明文庫本源氏物語」というときには鎌倉時代に書写された34帖を含む54帖の揃い本をいう。この写本は鎌倉時代中期の書写と見られる34帖にはじまり江戸時代の書写と見られる初音、藤袴、匂宮の3帖まで各帖ごとに書写者を異にしており、本文の系統も巻によって青表紙本、別本などさまざまである。冷泉為綱を鑑定者とする筆者目録が付されており、桐壺は後深草院、空蝉は後鳥羽院等となっている。その他に筆者の名前として後京極良経、二条為家、二条為氏、阿仏尼、冷泉為相、二条為世、慈鎮、二条為明、二条為定らか挙げられており、中には夢浮橋のように「筆写不知」とされているものもある。陽明文庫の中に含まれる源氏物語の写本の中で最も重要なものとして「陽明文庫本」の名で呼ばれている。池田亀鑑によって校異源氏物語および源氏物語大成において写本記号「陽」として採用されて以来、代表的な別本の本文を持った写本とされ、『源氏物語別本集成』の底本にも採用されている。重要文化財に指定されている。なお、本写本は近衛家に書写されてから、あるいはそれに近い時期からずっと近衛家に伝来してきたのではなく比較的新しい時期、おそらく江戸時代中期以降になって近衛家に入ったと考えられている。

## 本文の性質
この陽明文庫本の本文は、青表紙本や河内本の本文とかなり異なるものを含んでおり、また平安時代の本文資料である源氏物語絵巻の絵詞や源氏釈の引用本文に近い本文を含んでおり、青表紙本や河内本が成立する以前の本文の状況を推測する重要な資料であると考えられている。この本文について、伊藤鉃也は、「本写本の本文と青表紙本や河内本の本文との違いは、仮名遣いの違いなどにとどまらないもので、単なる誤写では起こりえない種類のものである。その違いは意味・表現・解釈の異なりにつながるもので、青表紙本や河内本の本文をどのように操作しても出てこないような独自の異文を含んでいる。」としている。このような本文の異なりについては「もともとの文章に飽き足りない者の補訂と見るべきであろう」との見方もある。

## 校本への採用状況
『校異源氏物語』及び『源氏物語大成校異編』には別本の本文を持つ巻として桐壺、帚木、空蝉、夕顔、末摘花、葵、賢木、花散里、須磨、蓬生、関屋、薄雲、朝顔、少女、玉鬘、胡蝶、蛍、常夏、篝火、野分、行幸、真木柱、梅枝、藤裏葉、鈴虫、夕霧、御法、幻、橋姫、椎本、総角、早蕨、宿木、東屋、浮舟、蜻蛉、手習の計37帖が校合本文に採用されており、青表紙本系統の本文を持つ巻として紅葉賀、花宴、明石、絵合、松風、若菜上、若菜下、柏木、横笛、紅梅、竹河、夢浮橋の計16帖が校合本文に採用されている。
『源氏物語別本集成』の底本としては青表紙本の本文を持つと考えられた巻を除いた桐壺、帚木、空蝉、夕顔、若紫、末摘花、葵、賢木、花散里、須磨、澪標、蓬生、関屋、薄雲、朝顔、少女、玉鬘、胡蝶、蛍、常夏、篝火、野分、行幸、真木柱、梅枝、藤裏葉、鈴虫、夕霧、御法、幻、橋姫、椎本、総角、早蕨、宿木、東屋、浮舟、蜻蛉、手習が採用されており、『源氏物語別本集成　続』では「河内本といえるもの以外を全て別本とする」という形に方針転換がはかられたために全ての巻が底本として採用される予定になっている。

## 影印・翻刻本
1979年（昭和54年）から1982年（昭和57年）にかけて陽明文庫に含まれるさまざまな貴重書を広く紹介する陽明文庫名義で編纂される「陽明叢書」企画の一環『陽明叢書 国書篇 第16輯 源氏物語』として思文閣出版から影印・翻刻・解説がセットになったものが出版された。全部で16分冊からなり、各冊はそれぞれ「複製篇」と「翻刻・解説篇」に分冊刊行されている。
- 陽明文庫編『陽明叢書 国書篇 第16輯 源氏物語 1』1979年（昭和54年）3月刊行
桐壺、帚木、空蝉、夕顔を収録 翻刻・解説 阿部秋生
- 陽明文庫編『陽明叢書 国書篇 第16輯 源氏物語 2』1979年（昭和54年）6月刊行
若紫、末摘花、紅葉賀、花宴を収録 翻刻・解説 玉上琢弥
- 陽明文庫編『陽明叢書 国書篇 第16輯 源氏物語 3』1979年（昭和54年）9月刊行
葵、賢木、花散里を収録 翻刻・解説 今井源衛
- 陽明文庫編『陽明叢書 国書篇 第16輯 源氏物語 4』1979年（昭和54年）12月刊行
須磨、明石、澪標を収録 翻刻・解説 南波浩
- 陽明文庫編『陽明叢書 国書篇 第16輯 源氏物語 5』1980年（昭和55年）3月刊行
蓬生、関屋、絵合、松風、薄雲を収録 翻刻・解説 目加田さくを
- 陽明文庫編『陽明叢書 国書篇 第16輯 源氏物語 6』1980年（昭和55年）6月刊行
朝顔、少女、玉鬘を収録 翻刻・解説 稲賀敬二
- 陽明文庫編『陽明叢書 国書篇 第16輯 源氏物語 7』1980年（昭和55年）9月刊行
初音、胡蝶、蛍、常夏、篝火、野分を収録 翻刻・解説 増田繁夫
- 陽明文庫編『陽明叢書 国書篇 第16輯 源氏物語 8』1980年（昭和55年）12月刊行
行幸、藤袴、真木柱、梅枝を収録 翻刻・解説 吉岡曠
- 陽明文庫編『陽明叢書 国書篇 第16輯 源氏物語 9』1981年（昭和56年）3月刊行
藤裏葉、若菜上を収録 翻刻・解説 室伏信助
- 陽明文庫編『陽明叢書 国書篇 第16輯 源氏物語 10』1981年（昭和56年）6月刊行
若菜下、柏木を収録 翻刻・解説 池田利夫
- 陽明文庫編『陽明叢書 国書篇 第16輯 源氏物語 11』1981年（昭和56年）9月刊行
横笛 37鈴虫、夕霧を収録 翻刻・解説 伊井春樹
- 陽明文庫編『陽明叢書 国書篇 第16輯 源氏物語 12』1981年（昭和56年）12月刊行
幻、匂宮、紅梅、竹河を収録 翻刻・解説 篠原昭二
- 陽明文庫編『陽明叢書 国書篇 第16輯 源氏物語 13』1982年（昭和57年）3月刊行
橋姫、椎本、総角を収録 翻刻・解説 山本利達
- 陽明文庫編『陽明叢書 国書篇 第16輯 源氏物語 14』1982年（昭和57年）6月刊行
早蕨、宿木を収録 翻刻・解説 石田穣二
- 陽明文庫編『陽明叢書 国書篇 第16輯 源氏物語 15』1982年（昭和57年）9月刊行
東屋、浮舟を収録 翻刻・解説 清水好子
- 陽明文庫編『陽明叢書 国書篇 第16輯 源氏物語 16』1982年（昭和57年）12月刊行
蜻蛉、手習、夢浮橋を収録 翻刻・解説 秋山虔

## その他の陽明文庫源氏物語
本写本以外にも陽明文庫には以下のようないくつかの源氏物語の写本が所蔵されている。
- 陽明文庫蔵後柏原院勅筆源氏物語
この写本は池田亀鑑らにより54帖の揃い本とされているが[5][6]、阿部秋生は現在は早蕨及び夢浮橋を欠く52帖であるとしている[7]。
- 陽明文庫蔵近衛基熙筆源氏物語